# Боголюбовское сельское поселение (Владимирская область)
Боголюбовское се́льское поселе́ние — муниципальное образование в Суздальском районе Владимирской области Российской Федерации.
Административный центр — посёлок Боголюбово.

## География
Боголюбовское сельское поселение  расположено в юго-восточной части Суздальского района к северо-востоку от города Владимира, на востоке граничит с Камешковским районом.

## История
Боголюбовское сельское поселение образовано 26 ноября 2004 года в соответствии с Законом Владимирской области № 190-ОЗ. В его состав вошли территории посёлка Боголюбово и бывших Лемешенского и Новосельского сельсоветов.

## Население
| 2010    | 2011    | 2012    | 2013    | 2014    | 2015    | 2016    | 2017    | 2018    |
| ------- | ------- | ------- | ------- | ------- | ------- | ------- | ------- | ------- |
| 10 420  | ↘10 411 | ↘10 361 | ↘10 346 | ↘10 331 | ↗10 470 | ↘10 453 | ↗10 488 | ↗10 498 |
| 2019    | 2020    | 2021    |         |         |         |         |         |         |
| →10 498 | ↗10 722 | ↗11 499 |         |         |         |         |         |         |

## Состав сельского поселения
| №  | Населённый пункт | Тип населённого пункта          | Население |
| -- | ---------------- | ------------------------------- | --------- |
| 1  | Баскаки          | село                            | ↗36       |
| 2  | Боголюбово       | посёлок, административный центр | ↗4729     |
| 3  | Велисово         | деревня                         | ↗58       |
| 4  | Выселки          | деревня                         | ↘18       |
| 5  | Добрынское       | село                            | ↗854      |
| 6  | Доржево          | деревня                         | ↘5        |
| 7  | Катраиха         | деревня                         | ↗7        |
| 8  | Лемешки          | село                            | ↘340      |
| 9  | Новое            | село                            | ↗1951     |
| 10 | Ославское        | село                            | ↗694      |
| 11 | Раменье          | деревня                         | ↘139      |
| 12 | Сокол            | посёлок                         | →1486     |
| 13 | Суворотское      | село                            | ↗202      |
| 14 | Суромна          | село                            | ↗941      |
| 15 | Чириково         | село                            | ↗39       |